# الطوارئ (أيرلندا)

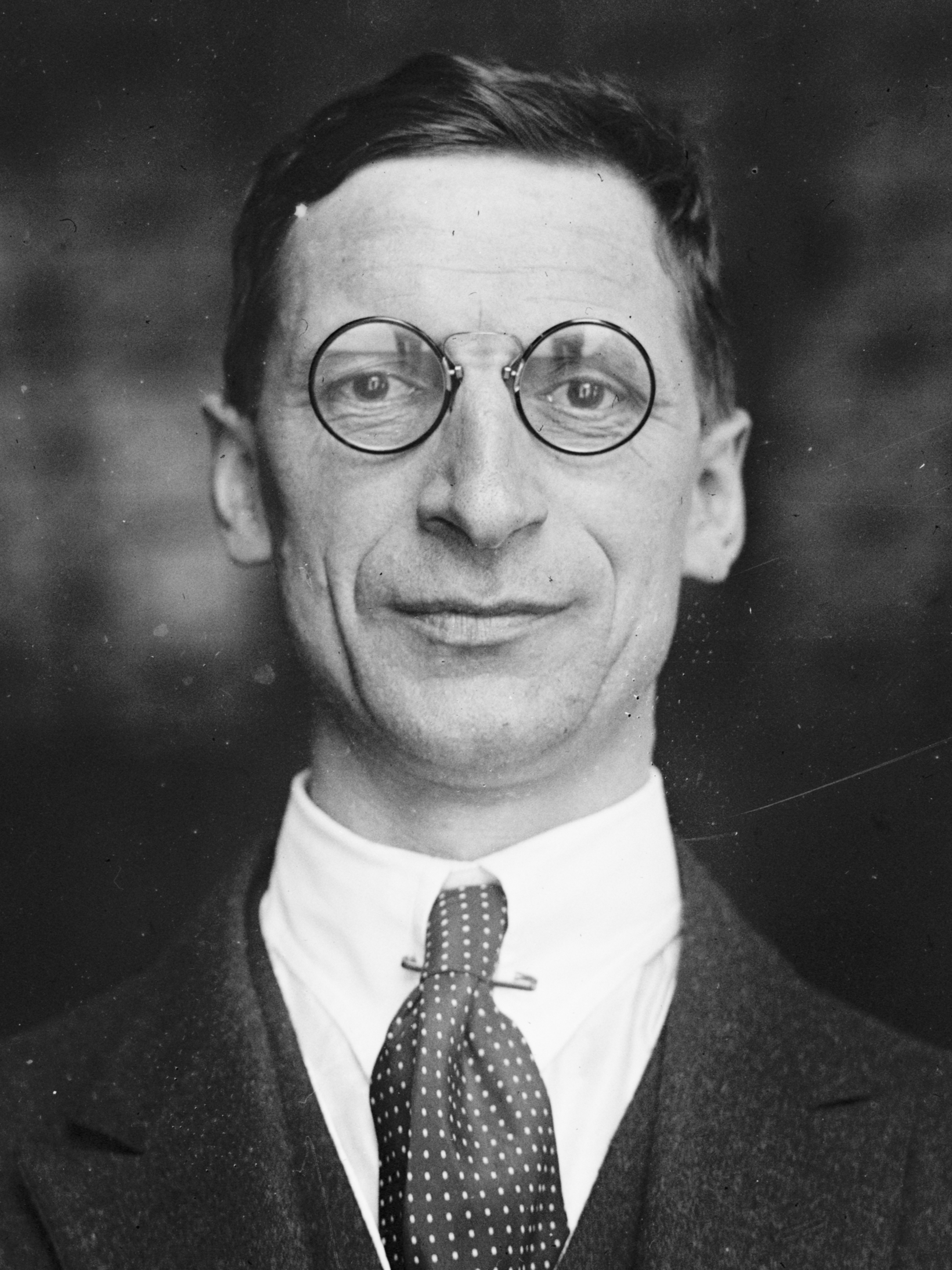

يشير مصطلح الطوارئ (بالإنجليزية: The Emergency، بالأيرلندية: Ré na Práinne / An Éigeandáil) إلى حالة الطوارئ التي سادت في أيرلندا خلال الحرب العالمية الثانية، إذ بقيت الدولة الأيرلندية تلتزم الحياد طيلة الحرب. وقد استُخدم مصطلح «الطوارئ» في السياق التاريخي والثقافي كنايةً عن الحالة التي سادت خلال الحرب. أعلِن العمل بقانون الطوارئ من قبل دويل أيرن (مجلس أيرلندا) في تاريخ 2 سبتمبر 1939، ما سمح بإقرار قانون صلاحيات الطوارئ لعام 1939 من قبل البرلمان الأيرلندي في اليوم التالي. وقد منح هذا صلاحيات جديدة كبيرة للحكومة خلال فترة الطوارئ، كان من بينها الاعتقال والرقابة على الصحافة والمراسلات وسيطرة الحكومة على الاقتصاد. انتهى مفعول قانون صلاحيات الطوارئ في تاريخ 2 سبتمبر 1946، لكن حالة الطوارئ في حد ذاتها لم تُلغَ حتى تاريخ 1 سبتمبر 1976، ولم يُعمل بأي تشريع طوارئ بعد عام 1946 من أجل استغلال هذا الانحراف.

## خلفية الطوارئ
في 6 ديسمبر 1922، عقب إبرام المعاهدة الإنجليزية الأيرلندية التي أنهت حرب الاستقلال، تحولت جزيرة أيرلندا إلى دومنيون ذاتية الحكم، وعُرفت باسم الدولة الأيرلندية الحرة. وفي 7 ديسمبر 1922، صوت برلمان المقاطعات الشمالية الشرقية الست، التي كانت قد باتت معروفًا باسم أيرلندا الشمالية، من أجل الخروج من الدولة الأيرلندية الحرة والانضمام من جديد إلى المملكة المتحدة. وقد تُبعت تسوية المعاهدة بهذا الشكل على الفور باندلاع الحرب الأهلية الأيرلندية المريرة بين مناصري المعاهدة ومناهضيها من جماعات الجيش الجمهوري الأيرلندي.
بعد عام 1932، كان حزب فيانا فايل الجمهوري هو الحزب الحاكم للدولة الجديدة، وكان يقوده إيمون دي فاليرا (محارب قديم شهد كلتا الحربين الأيرلنديتين بالإضافة إلى ثورة عيد الفصح). وفي عام 1937، قدم دي فاليرا دستورًا جديدًا، كان ينأى بالدولة أكثر عن المملكة المتحدة، ويغير اسمها إلى «أيرلندا». وفي الفترة بين عامي 1932 و1938، أدار دي فاليرا الحرب التجارية الإنجليزية الأيرلندية.
كان دي فاليرا يتمتع بعلاقات جيدة مع رئيس الوزراء البريطاني آنذاك، نيفيل تشامبرلين. فحدد الفروق الاقتصادية بين الدولتين، وفاوض من أجل عودة موانئ المعاهدة –وهي بيريهافن وكوف ولوف سويلي- التي كانت ما تزال تحت الحكم البريطاني وفقًا للمعاهدة الإنجليزية الأيرلندية لعام 1921. وتمثل أكبر خلاف متبق بين الدولتين في وضع أيرلندا الشمالية، إذ رأى الأيرلنديون أنها أرض أيرلندية شرعيًا بينما اعتبرتها المملكة المتحدة أرضًا بريطانية شرعيًا. وداخل أيرلندا نفسها، أخذت المعارضة المسلحة لتسوية المعاهدة اسم «الجيش الجمهوري الأيرلندي المناهض للمعاهدة»، ورأت في نفسها الحكومة «الصحيحة» لأيرلندا. وأخذ الجيش الجمهوري الأيرلندي هذا بشن هجمات مسلحة في بريطانيا العظمى (أبرزها المخطط إس في عام 1939) وفي أيرلندا.

## إعلان حالة الطوارئ
في 1 سبتمبر 1939، احتلت جماعات الجيش الألماني بولندا، مما تسبب في الحرب مع المملكة المتحدة وفرنسا وحلفائهما. وفي 2 سبتمبر، أخبر دي فاليرا مجلس البرلمان الأدنى (دويل أيرن) أن الحياد هو أفضل سياسة يمكن أن تنتهجها البلاد، ولقي في ذلك مساندة عامة من مجلس دويل أيرن والدولة بمجملها (رغم انضمام كثيرين إلى الجيش البريطاني). عٌدل دستور 1937 ليسمح للحكومة أن تتمتع بصلاحيات الطوارئ، ثم أقِر قانون صلاحيات الطوارئ لعام 1939 وتضمن الرقابة على الصحافة والمراسلات البريدية. بات بمقدور الحكومة أن تفرض سيطرتها على الحياة الاقتصادية للبلاد في عهد وزير التموين الجديد شون ليماس، واستُغلت هذه الصلاحيات بكامل الحرية؛ فاستُخدمت صلاحية اعتقال مرتكبي الجرائم أو من يوشك على ارتكابها ضد الجيش الجمهوري الأيرلندي بشكل واسع، وكانت الرقابة من مسؤولية وزير تنسيق الإجراءات الدفاعية، فرانك ايكن. وكان من الضروري منع نشر المواد التي من شأنها تشويه سمعة حياد الدولة وردعها من أن تصبح ثغرة تتسلل منها المخابرات الأجنبية، رغم أن القانون -خلال فترة الطوارئ- بدأ يُستخدم لأغراض أكثر تعلق بسياسة الحزب مثل منع نشر عدد الجنود الأيرلنديين الذين يخدمون في القوات المسلحة التابعة للمملكة المتحدة أو الحديث عن النزاعات الصناعية داخل الدولة. إضافة إلى ذلك، كان من الواضح أن المعلومات التي أتيحت للشعب الأيرلندي خاضعة لسيطرة الدولة. أدى دي فاليرا مهام وزير الخارجية على الرغم من كون وزير الخارجية القائم آنذاك، جوزيف والش، شديد النفوذ.

## سياسة الحياد
مع إعلان الطوارئ، طلب والش تطمينات من السفير الألماني في دبلن، إدوارد هيمبل، مفادها أن ألمانيا لن تستخدم وفدها من أجل التجسس على التجارة الأيرلندية مع بريطانيا العظمى أو مهاجمتها. ثم سافر إلى لندن يوم 6 سبتمبر، حيث التقى بوزير الخارجية المسؤول عن الدومنيونات، أنطوني إيدن، الذي اتبع سياسة استرضائية ودافع عن حياد أيرلندا ضمن الاجتماعات الوزارية اللاحقة. وإضافة إلى ذلك، تمت الموافقة على تعيين السير جون مفي ممثلًا لبريطانيا في دبلن.
بالنسبة إلى الحكومة الأيرلندية، كان الحياد يعني عدم إظهار اصطفاف مع أي من الطرفين. فكان ذلك يعني التصريح العلني عن النشاطات العسكرية مثل رصد غواصات أو وصول مظليين من جهة، وقمع أي نشاط مخابراتي أجنبي من جهة أخرى. وبسبب موقع أيرلندا الجغرافي، كانت هذه السياسة (التي طُبقت بشكل كامل ومتسق حسب رأي معظم المؤرخين) تميل إلى نفع الحلفاء أكثر من ألمانيا. فعلى سبيل المثال، كان يُطلَق سراح الطيارين البريطانيين الذين تسقط طائراتهم داخل البلاد إن صرحوا أنهم لم يكونوا في مهمة قتالية، وإلا فيتم إخلاء سبيلهم «بترخيص» (وعد بالبقاء)، وكان العديد يختارون الفرار إلى بريطانيا العظمى عن طريق أيرلندا الشمالية. وسُمح أيضًا لآلات الحلفاء باستعادة الطائرات الساقطة التابعة لهم. وكان هنالك تعاون شامل بين البريطانيين والأيرلنديين في مجال المخابرات وتبادل المعلومات مثل التقارير الجوية المفصلة حول المحيط الأطلسي، وقد تأثر قرار المضي قدمًا بتنفيذ عمليات إنزال نورماندي بتقرير جوي صادر من خليج بلاكسود في مقاطعة مايو.
ومن جهة أخرى، خلال بضع السنوات الأولى من الحرب، لم تُظهر الحكومة أي ميل علني لطرف من الطرفين. وكان هذا بجزء منه لأن دي فاليرا كان مضطرًا للحفاظ على الوحدة الوطنية، ما يقتضي تلبية رغبة القسم العريض من المجتمع الأيرلندي الذي رفض كل ارتباط بالبريطانيين، وكان جزء منه معجبًا بالألمان إلى حد ما. كانت هذه المواقف مشتركة بين ايكن ووالش. وقدر العديد، بمن فيهم دي فاليرا وريتشارد ملكاهي، أن التعاطف الشعبي الأيرلندي يميل إلى الألمان بسبب عداء البريطانيين، وخشي دي فاليرا أن يكون من شأن الانضمام إلى الحلفاء أن يحرف الرأي العام باتجاه الألمان بالكامل. حكمت حكومة فيانا فايل، التي ترأسها إيمون دي فاليرا، وحدها ولم تشرك أي حزب آخر في صنع القرار.

## الجيش الجمهوري الأيرلندي والطوارئ
خلال الشهور الأولى من سريان حالة الطوارئ، جاء التهديد الأعظم للدولة من قبل الجيش الجمهوري الأيرلندي. وفي غارة عيد الميلاد في عام 1939، سرق الجيش الجمهوري الأيرلندي نحو مليون رصاصة من الجيش الأيرلندي (غير أنها استُعيدت بمعظمها خلال الأسابيع التالية) وحدثت عدة أعمال قتل، راح رجال الشرطة ضحايا لمعظمها. وإضافة إلى ذلك، أضعِف تشريع الطوارئ القائم عن طريق تحصيل شون ماكبرايد لأمر رسمي بالمثول أمام القضاء، ما نتج عنه إطلاق سراح جميع من تعرضوا للاعتقال. استجابت الحكومة لذلك بإصدار قانوني الاعتداء على الدولة لعامي 1939 و1940، اللذين أسسا المحكمة الجنائية الخاصة وأعادا اعتقال ناشطي الجيش الجمهوري الأيرلندي. بدأ إضراب عن الطعام في سجن مونتجوي ضمن محاولة لكسب شرعية سياسية، بيد أنه انهار بعد موت اثنين من السجناء. ثم فُجّرت قلعة دبلن انتقامًا وانشر عدد من الحوادث الخطيرة في أنحاء البلاد.
أقام الجيش الجمهوري الأيرلندي روابط مع مخابرات ألمانيا (الأبفير) ووزارة خارجيتها، عن طريق سفر بعض الرجال مثل فرنسيس ستيوارت إلى ألمانيا من أجل الحديث، رغم أن هذه المساعي كانت عديمة الفعالية إلى حد كبير بسبب ضعف الجيش الجمهوري الأيرلندي وقلة كفاءة الأبفير ووزارة الخارجية الألمانية. وجاء الألمان هم أيضًا إلى أيرلندا، وكان أبرزهم هيرمان غورتس، الذي قُبض عليه وفي حوزته «مخطط كاثلين»، وهو مخطط للجيش الجمهوري الأيرلندي يحتوي تفاصيل حول غزو مدعوم من قبل الألمان لأيرلندا الشمالية. (انظر أيضًا: التعاون بين الجيش الجمهوري الأيرلندي والأبفير في الحرب العالمية الثانية).
أعدِم رجلان من الجيش الجمهوري الأيرلندي جراء قتل رجلي شرطة في سبتمبر 1940، ونقصت فعالية الجيش الجمهوري الأيرلندي بشكل متزايد في وجه الاعتقالات الشديدة وكسر إضرابات الطعام وتطبيق عقوبة الإعدام على الجرائم الكبرى. خلال عام 1941، كان الأمل في غزو ألماني قد تلاشى، وقُطع التمويل من الولايات المتحدة الأمريكية. وكانت معظم قيادات الجيش الجمهوري الأيرلندي معتقلين داخل خيم كورا، حيث عوملوا بقسوة متزايدة، أو في حالة فرار. قبل معظم المعتقلين إخلاء السبيل المشروط، وظل الجيش الجمهوري الأيرلندي ضئيل الفعالية في أيرلندا الشمالية، فلم يشكل تهديدًا لاستقرار أيرلندا.